# Il figlio della furia
Il figlio della furia (Son of Fury: The Story of Benjamin Blake) è un film statunitense del 1942 diretto da John Cromwell.
Esso è basato sul romanzo Benjamin Blake di Edison Marshall (1941).

## Trama
Le vaste tenute di Breetholm, nei pressi di Bristol, in Inghilterra, erano possedute - ai tempi del re britannico Giorgio III – dall'arrogante Sir Arthur Blake. Secondo le leggi allora vigenti, alla residenza signorile afferivano svariate fattorie ed insediamenti ancora legati al padrone da vincoli di tipo feudale come il lavoro servile. Sempre in virtù di tali leggi, non appena Sir Arthur viene a sapere dell'esistenza di Benjamin Blake, ampiamente minorenne, ritenuto figlio naturale del suo defunto fratello Godfrey, si affretta a diventarne legalmente tutore, e lo sottrae alle cure che dalla nascita gli presta il nonno Amos Kidder, un semplice borghese, la cui figlia – morta anch'essa – era la madre del fanciullo. L'assillo di Sir Arthur è che possa mai venir stabilita la nascita del nipote all'interno di un matrimonio, nel qual caso gli interi possedimenti sarebbero stati appannaggio non suo ma di Benjamin, legittimo erede di Breetholm.
Sir Arthur dunque vuole tenere d'occhio il nipote, lo trasferisce nei suoi possedimenti e lo affida ai compiti più umili, maltrattandolo e tentando di fiaccarne lo spirito. Ma, evidentemente, non vi riesce: Benjamin è convinto – non si sa in base a quali ragioni – che un tempo potrà stabilire il proprio legittimo diritto di signoria, in qualità di autentico baronetto di Breetholm. Passa una decina d'anni; Benjamin è ormai un giovane uomo, e si innamora, apparentemente ricambiato, di Isabel Blake, figlia di Sir Arthur. Ma nulla può trattenerlo. Egli - nonostante sia ricercato per essere sfuggito alla tutela di Sir Arthur e averlo aggredito (quest'ultima accusa era palesemente falsa), reati al tempo molto gravi – in cerca di fortuna, con la quale potrà finalmente far valere i propri presunti diritti, si imbarca per i mari del Sud – promettendo a Isabel di tornare per sposarla -, e approda, insieme al compagno di bordo Caleb Green, su un'isola del Pacifico. Qui non solo i due fanno effettivamente fortuna – sotto forma di una gran quantità di pregiatissime perle – ma Benjamin si unisce sentimentalmente alla bella isolana Eve.
Eve, fatalista di buon cuore, è desolata nel vedere Benjamin ripartire per l'occidente su una delle poche navi che approdano sull'isola – isola nella quale Caleb Green rimane, dichiarando di aver trovato lì il proprio paradiso -, ma il giovane Blake è risoluto nel perseguire i propri intenti. Tornato in patria da uomo ricco (e ricercato dalla polizia), egli si palesa ad Isabel – rinnovando le proposte matrimoniali -, e nello stesso tempo si avvale del costoso ma influente avvocato londinese Pratt, ma alla fine viene catturato. Pratt, intervenendo all'ultimo istante al processo che altrimenti si sarebbe concluso con una condanna per Benjamin, porta le prove (o le inventa) che Benjamin non è imputabile di aver eluso la tutela, in quanto non era affatto in tutela: l'avvocato esibisce i documenti che assicurano che il matrimonio dei genitori di Benjamin era pienamente legittimo, e pertanto Benjamin era sempre stato il vero signore di Breetholm.
Sir Arthur è quindi in rovina. Lo confida alla figlia Isabel, la quale a sua volta gli dice che Benjamin la sposerà, e quindi lei non subirà alcun danno dal verdetto del processo. (Nel colloquio fra padre e figlia emerge come fosse stata proprio Isabel a fornire alle forze dell'ordine l'ubicazione del nascondiglio di Benjamin, per cui egli era stato catturato.) Fosse stato condannato, Isabel avrebbe continuato la propria vita di agi come figlia di Sir Arthur; fosse stato assolto e ristabilito, lei avrebbe goduto di agi anche maggiori come moglie del signore di Breetholm, sicura che Benjamin avrebbe sempre creduto alla sincerità delle proprie profusioni amorose. Ma Benjamin, giunto in quel momento, sente tutto.
In una stanza gremita di gente, Pratt, in qualità di notaio, legge quello che può sembrare il testamento di Benjamin. Il baronetto di Breetholm solleva i fittavoli del possedimento da ogni corvée servile ed affida loro la piena proprietà dei lotti che occupavano, e affida la casa signorile al nonno Amos Kidder.
Non è il testamento, ma un atto notarile diverso. Benjamin è vivo e vegeto, si trova alla prua dell'imbarcazione che lo riporta sull'isola polinesiana. Qui sbarca, saluta Caleb Green e i notabili dell'isola, e soprattutto si riunisce con Eve.